# 张国祥 (道教)
张国祥（？-1611年），字心湛（或字文征、号心湛），正一道龙虎宗第五十代天师。
娶驸马谢公之女为妻，补写《天师世家》，辑《龙虎山志》三卷，编《续道藏》等书，葬金溪明阳桥。
| 前任： 张永绪 | 张天师 | 继任： 张显庸 |